# اتفاقية الهجمات الإرهابية بالقنابل
اتفاقية الهجمات الإرهابية بالقنابل (رسميا الاتفاقية الدولية لقمع الهجمات الإرهابية بالقنابل) هي معاهدة تابعة للأمم المتحدة لعام 1997 مصممة لتجريم التفجيرات الإرهابية.
تصف اتفاقية التفجيرات الإرهابية الاستخدام غير القانوني والمتعمد للمتفجرات في الأماكن العامة مع نية القتل أو الجرح أو إلى إحداث دمار هائل لإجبار حكومة أو منظمة دولية على القيام أو الامتناع عن القيام ببعض الفعل.
تسعى الاتفاقية أيضا إلى تعزيز الشرطة والتعاون القضائي لمنع والتحقيق فيها ومعاقبة تلك الأفعال.
اعتبارا من فبراير 2014 فقد تم التصديق على الاتفاقية من قبل 168 دولة.